# Klavarskribo

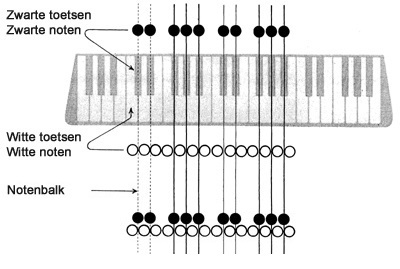
Notatie van de noten in klavarskribo, gebaseerd op de toetsen van de piano

Greensleeves
De cijfers bij de tel-lijntjes in de eerste maat verduidelijken de maatsoort, hier 'zesachtste'.

Klavarskribo (Esperanto voor klavierschrift), ook wel afgekort als "Klavar", is een notenschrift voor muziek dat rond 1931 ontworpen is door de Nederlander Cornelis Pot, mede op basis van ervaringen elders met beter aan de ontwikkeling van westerse muziek aangepaste systemen.
De belangrijkste verschillen met de traditionele muzieknotatie zijn:
- op de notenbalk zijn per octaaf 12 verschillende posities beschikbaar om de te spelen toon aan te geven, overeenkomend met de 12 toetsen per octaaf van een klavier; er zijn dus geen  kruisen of mollen nodig;
- maten en tellen binnen een maat worden weergegeven met een regelmatig raster van horizontale lijnen, zodat verschillende vormen van noten en rusttekens niet nodig zijn

Het lijnenpatroon van Klavar komt overeen met het bekende patroon van witte en zwarte toetsen van een (piano)klavier. De verticale stand van de balk zorgt er voor dat akkoorden horizontaal worden weergegeven. Door het herkenbare lijnenpatroon en de horizontale akkoordenweergave is Klavarskribo gemakkelijk aan te leren voor met name bespelers van klavierinstrumenten. De Klavarnotatie is niet alleen te gebruiken voor klavierinstrumenten, maar evenals de traditionele notatie ook voor blaas- en strijkinstrumenten en voor zang.

## Notatiesysteem van Klavarskribo
Cornelis Pot had als elektrotechnicus in de jaren 1920 een alle toetsen van een piano voorzien van elektrische contacten. Ieder contact was verbonden met een elektromagneet die een schrijfstift op een rol papier deed komen. Als het papier gelijkmatig onder de stiften werd bewogen ontstond een lijnen-notatie als voor een pianola en draaiorgel.  Als daarna alleen de inzet (met een rondje) genoteerd wordt op een lijnensjabloon op basis van de zwarte toetsen van de piano is de basis van Klavarskribo gelegd.
Een notenschrift maakt gebruik van noten om de in een muziekstuk voorkomende tonen aan te geven. In Klavar is dat niet anders. Met noten wordt hier gedoeld op de rondjes of ovaaltjes die door hun plaatsing ten opzichte van de lijnen van de notenbalk (en door een eventueel voorafgaand kruis- of molteken), informatie geven over de te spelen toon.

### Lijnen en noten
De noten worden bij Klavarskribo genoteerd op en tussen een systeem van verticale lijnen die overeenkomen met de zwarte toetsen van een (piano)klavier. De ruimte tussen de lijnen komt overeen met de witte toetsen. Op de lijnen worden zwarte rondjes als noot geplaatst, tussen de lijnen open witte rondjes. Er zijn dus afwisselend twee en drie lijnen, waarvan de drie naast elkaar gelegen lijnen dikker zijn dan de twee andere. Tussen de lijnen is plaats voor een of twee witte noten. De twee lijnen direct rechts van de centrale c worden als stippellijn weergegeven. Voor toetsinstrumenten duiden de zwarte noten op zwarte toetsen en de witte noten op witte toetsen. De witte noten worden onder de notenstokken getekend en de zwarte erboven. Voor toetsinstrumenten geldt bovendien dat de richting van de stok naar links of naar recht de speelhand aangeven van de desbetreffende noten. De noten worden van boven naar beneden gelezen.
Hieronder de verschillen tussen de traditionele notatie en Klavar, voor zover het gaat om het aanduiden van tonen.
| Traditioneel | Klavarskribo                                                                                   |
| --- | ---------------------------------------------------------------------------------------------- |
| << \new Staff = "top" { \time 13/1 {\once \omit Staff.TimeSignature \clef "treble" \key c \major c'4 cis' d' dis' e' f' fis' g' gis' a' ais' b' c'' \bar ""}} \new Staff = "bottom" { \time 13/1 \clef "bass" {\once \omit Staff.TimeSignature \clef "bass" \key c \major {\change Staff = "top" \stemDown c'4} {\change Staff = "bottom" b} bes a as g ges f e es d des c \bar ""}} >>                                                                             | Chromatic scale KS                                                                             |
| - Zeven posities per octaaf - Noten zonder en met voortekening (kruisen, mollen) - Het beeld t.o.v. notenbalk wisselt per octaaf | - Twaalf posities per octaaf - Geen voortekens - Beeld in elk octaaf gelijk                    |
| {\clef "bass" {\omit Staff.TimeSignature c'4 \bar ""}} · {\clef "alto" {\omit Staff.TimeSignature c'4 \bar ""}} · {\clef "tenor" {\omit Staff.TimeSignature c'4 \bar ""}} · {\clef "treble" {\omit Staff.TimeSignature c'4 \bar ""}} · << \new Staff = "top" { \time 13/1 {\once \omit Staff.TimeSignature \clef "treble" \key c \major c'4}} \new Staff = "bottom" { \time 13/1 \clef "bass" {\once \omit Staff.TimeSignature \clef "bass" \key c \major c'4 }} >> | Same note in different sized bars                                                              |
| - Meerdere sleutels - Groter bereik door extra balk. | - Eén "sleutel": gemarkeerd lijnenpaar naast centrale c' - Groter toonbereik door extra lijnen |
| \relative c' {\once \omit Staff.TimeSignature \key d \major d4 \bar "" e \bar "" fis\bar "" g\bar "" a\bar "" b\bar "" cis\bar "" d\bar ""} · \relative c' {\once \omit Staff.TimeSignature \key c \major c4 \bar "" d \bar "" e\bar "" f \bar "" g \bar "" a \bar "" b \bar "" c \bar ""} | Scale in e and c                                                                               |
| - Gelijkvormig beeld voor alle majeur-ladders - Halve of hele toonafstand bij opvolgende noten | - Variërend beeld per majeur-ladder - Steeds halve toonafstand bij opvolgende noten            |

### Geen kruisen en mollen
Klavarskribo is, net als de meeste toetsinstrumenten, gebaseerd op een onderverdeling van het octaaf in twaalf toontrappen. De twaalf tonen hebben elk een eigen positie voor de noot op of tussen de lijnen bij Klavar. Daardoor zijn voortekens overbodig; bij Klavar worden geen kruisen en mollen, dubbelkruisen en dubbelmollen, herstellingstekens en herinneringstekens, gebruikt. Het ontbreken van deze voortekens leidt tot een rustig en sprekend schriftbeeld in de Klavarbalk. Speciaal bij klaviermuziek met volle akkoorden speelt dit een rol. Muziektheoretisch is dit echter een probleem, en ook instrumenten die een andere stemming gebruiken, kunnen problemen ondervinden.

### Geen verschillende sleutels
De structuur in het balkpatroon, door het weglaten van twee lijnen per octaaf (en daarmee ook van twee nootposities) en door de wat dikkere trio-lijnen, maakt een snellere oriëntatie mogelijk dan bij een gelijkmatige lijnverdeling.

Even breed getekende notenbalken voor een toonbereik van 5 octaven.

Doordat de Klavarbalk bruikbaar blijkt voor elk in de muziek voorkomend toonbereik, zijn er geen combinaties nodig van smallere balken met verschillende sleutels (zoals de vioolsleutel, bassleutel en soms nog andere). En dus ook geen sleutelwisselingen onderweg. De doorlopend gestreepte ‘middenrails’ in elke Klavarbalk bepalen de onderkwint van de kamertoon (meestal 440 Hz); in vroege Klavaruitgaven komt het midden-c-teken voor als sleutel. Als alternatief voor een balk met veel hulplijnen kan ook in Klavar een ‘ottava’-teken (bijv. 8va) dienen.
Dat in Klavar een brede balk goed leesbaar blijft, hoeft natuurlijk niet te betekenen dat een orkestpartituur, met veel parallelle afzonderlijke balken, in Klavar méér ruimte neemt. Want voor instrumenten (en zangstemmen) met een beperkt bereik, zal de omvang van de balk daarop zijn afgestemd.

### Octaafgelijk notenbeeld
Anders dan bij de traditionele muzieknotatie is bij Klavarskribo het notenbeeld in elk octaaf hetzelfde.

## Visuele maatverdeling
Het muziekschrift moet behalve de hoogte van een toon, ook het start- en stopmoment aangeven. Klavar gebruikt daartoe niet een systeem met duurtekens en rusttekens waaruit de bedoelde tijdstippen zijn af te leiden, maar gaat uit van een 'tijd-evenredige' nootplaatsing. Dat betekent:
- maten met een hoorbaar gelijke duur krijgen op de notenbalk een zichtbaar gelijke lengte;
- van een noot die aangeeft dat een toon bij aanvang van een maat moet worden ingezet, staat de notenstok óp (en niet een stukje ná) de maatstreep;
- in een marsmaat, walsmaat en vierkwartsmaat wordt de ruimte met resp. 1, 2, en 3 streeplijntjes in gelijke delen verdeeld, en zo nodig wordt een enkele ‘tel’ nog weer met kortere hulplijntjes onderverdeeld;
- elke noot heeft zijn stok op het tellijntje waarop de toon moet worden ingezet; bij voldoend regelmatige ritmes blijven die lijntjes weleens achterwege; bij meer complexe maatsoorten zijn er aangepaste tellijn-verdelingen;
- de duur van de noot volgt uit de regel: elke noot duurt tot de volgende van dezelfde hand of stem, tenzij er een stopteken of een doorklinkstip staat.

Overigens is de traditionele symbolische aanduiding van inzetmoment en toonduur met stokvlaggen en rusttekens, met een kleine aanpassing ook in de Klavarbalk toe te passen. Bij eerdere notenschrift-hervormingen komt dit wel voor.

## Toonsoort

Toonaard-wijzers in Klavar

Klavarskribo kent een systeem om de toonsoort van een muziekstuk aan te geven. De voorkomende toonaard-wijzers "omgeven" de grondtoon van de erop volgende muziek met een symbool voor de toonsoort, zoals nevenstaand is afgebeeld. In de traditionele notatie kan, zij het niet helemaal eenduidig, uit de vaste voortekening een combinatie van grondtoon en toongeslacht afgeleid worden (één kruis staat bijvoorbeeld voor zowel G-groot als e-klein). Muziek in Klavarnotatie is ook zonder toonaardwijzer te spelen, in de traditionele notatie leidt weglating van de voortekening in veel toonsoorten tot een overmaat aan kruisen en mollen in de balk.

## Stokposities
De notenstokken worden op de aanslagmomenten gelegd met een richting die door de gebruikte hand wordt voorgeschreven. De consequentie is evenwel dat de stokposities niet meer gebruikt kunnen worden om afzonderlijk stemmen een plaats te geven in de muziekbalk zoals gebruikelijk in het traditionele schrift. Om toch een cantus firmus of een melodielijn te kunnen markeren, wordt gebruik gemaakt van dikkere noten. Kruisende stemmen worden aangegeven met verbindingsstreepjes.

## Toonhoogte en nootpositie
Een logische keuze is de verdeling van het octaaf in twaalf gelijke intervallen, twaalf 'halftoon'-stappen, want dat sluit aan bij het feit dat de overgrote meerderheid van de in de westerse muziek gebruikelijke instrumenten zonder vrije intonatie, juist twaalf toonhoogtes per octaaf kunnen voortbrengen. Waarbij die twaalf toonhoogtes gelijkmatig (of bijna gelijkmatig, bij niet-gelijkzwevende stemmingen) over het octaaf verdeeld zijn.
Noten op twee aangrenzende balkposities geven in Klavar steeds een halve toonstap aan, de traditionele notatie kent deze regelmaat niet. Van de twaalf halve toonstappen per octaaf hebben de (dubbelwitte) balkposities B en C, en idem E en F, een grotere onderlinge afstand dan de tien overige (zwart-witte) buur-paren. Dit vanwege verondersteld leesgemak en ter vermijding van overlap bij deze paren.Incidenteel komt een iets aangepast balkpatroon voor, met gelijke afstanden tussen alle twaalf balkposities. Het schrift is dan maximaal 'toonhoogte-evenredig'.
Een argument uit de muziekleer is, dat met die gelijkmatige verdeling in 12 intervallen de voornaamste harmonische intervallen (de reine kleine/grote terts, kwart, kwint, kleine/grote sext) allemaal binnen één procent te benaderen zijn.
Zoals al genoemd, de noten in een notenschrift zullen nooit overal exact de door de componist bedoelde toonhoogte aanduiden. Dat geldt dus zowel voor noten in Klavar als in de traditionele notatie. De vraag of een fis altijd een hogere of altijd een lagere toon bedoelt aan te geven dan een ges (en om wélk toonhoogteverschil het hier gaat), is onbeantwoordbaar.

## Greepschrift (tabulatuur)
Voor klavierspelers heeft de Klavarbalk het extra voordeel van de grote overeenkomst tussen notenbeeld en toetsenbeeld: horizontale akkoordbeelden, zwarte noten hoger geplaatst dan de witte, twee-drie-structuur in de balklijn. De naam ‘Klavarskribo’ verwijst daar ook naar. Dit voordeel voor klavierinstrumenten is er in de traditionele notatie niet. Wel wordt in traditionele uitgaven voor blaasinstrumenten op een andere manier gestreefd naar vereenvoudiging. De getransponeerde notatie zorgt er namelijk voor dat de relatie tussen schriftbeeld en gatengreep op, bijvoorbeeld, een Es-klarinet niet anders dan op een Bes-klarinet. In Klavaruitgaven is dat niet de gewoonte, al zou het ook best kunnen. De term 'greepschrift' is dus in zekere zin van toepassing op een deelaspect van beide notaties.
Echter, de wijze waarop het muziekschrift rekening houdt met goede leesbaarheid (in het ene schrift voor klavierspelers, in het andere voor blazers) gaat bij geen van die systemen ten koste van de mate waarin het schrift muzikale klanken in beeld brengt en melodielijnen zichtbaar maakt. Van een afwezig zijn van het muziekbeeld, zoals meestal bij greepschriften/tabulaturen, is bij Klavar geen sprake. Het gebruik van de term ‘greepschrift’ in verband met de manier waarop Klavar toonhoogtes weergeeft, is daarom in wezen misplaatst.

## Toepasbaarheid naast 'gewone noten'
De Klavarnotatie zal lang niet overal het vrijwel universeel gebruikte notenschrift kunnen vervangen; wie bijvoorbeeld mikt op een professionele muziekloopbaan (orkestlid, muziekleraar, wetenschapper, ...) moet de traditionele notatie leren. Voor wie een klavierinstrument wil gaan spelen van vlot te lezen noten is de Klavarnotatie een laagdrempelig alternatief. Terwijl gevorderde spelers het zonder bezwaar - Klavar is een compleet muziekschrift - kunnen blijven gebruiken, ook bij samenspel met lezers van traditionele noten.

## Nadelen
Het belangrijkste nadeel van Klavarskribo is dat musici vanouds gewend zijn met het traditionele notenschrift te werken. Willen ze met Klavar werken, dan zullen ze dat eerst moeten leren. Onder beroepsmusici is de tegenstand groot. Omgekeerd, heeft men eenmaal Klavar geleerd, dan kan dat de drempel verhogen om zich de gebruikelijke muzieknotatie eigen te maken.
Er is veel meer muziek beschikbaar in traditioneel notenschrift dan in Klavarskribo. Overzetten van muziek die nog niet in Klavar beschikbaar is, is mogelijk met behulp van enkele computerprogramma's, maar vereist een extra inspanning.
De verticale stand van de notenbalk kan een voordeel zijn voor bespelers van klavierinstrumenten, maar heeft voor andere instrumenten geen overwegend voordeel. Wie voorkeur geeft aan een horizontale balk kan de bladmuziek draaien. Bij zang is de verticale schrijfrichting van Klavarskribo een nadeel. Hoewel de tekst per lettergreep direct naast de betreffende noot kan staan, is deze lastiger leesbaar dan bij het gebruikelijke notenschrift.
Het ontbreken van voortekens zoals kruisen en mollen kan als een nadeel worden ervaren, omdat in Klavar niet meteen duidelijk is of een noot verhoogd of verlaagd is. Zo kan bijvoorbeeld het onderscheid tussen een Cis en een Des niet eenvoudig worden aangegeven.

## Verspreiding
Klavar is er niet alleen voor beginners. Ook de muziek van componisten als Chopin en Liszt is in de Klavarnotatie beschikbaar. De Klavar Vereniging Nederland houdt een lijst bij van docenten die met Klavar willen werken en tracht Klavargebruikers te stimuleren bij die docenten les te nemen. Wat de beschikbaarheid van bladmuziek betreft kan worden gesteld dat vrijwel alle gangbare muziek voor orgel, piano, accordeon e. d. in Klavar verkrijgbaar is. De Stichting Klavarskribo heeft catalogi voor piano, kerk- en elektronisch orgel, accordeon, en keyboard. Voor gitaar is een vergelijkbare notatie ontworpen. Het omzetten van bladmuziek naar Klavarnoten kan automatisch of handmatig of met midi-files en of MusicXML. Deze muziekformaten kunnen verkregen worden door middel van Music OCR.

## Geschiedenis
Cornelis Pot had een passie voor muziek en wilde graag ook anderen de kans geven van muziek te genieten door zelf te spelen en te zingen. Hij vond het traditionele notenschrift te moeilijk toegankelijk. Hij bestudeerde alternatieve muziekschriften en ontwikkelde daaruit zijn idee voor Klavarskribo. Zijn gedachte was dat de muziekwereld zijn uitvinding zou omarmen en de teleurstelling was daarom groot toen dat niet het geval bleek te zijn. Ook muziekdocenten toonden geen belangstelling. Pot had echter de financiële middelen om zelf schriftelijke cursussen op te zetten en uit te geven, en om muziek om te zetten. In de dertiger jaren groeide het aantal Klavarspelers en werd veel bladmuziek in de Klavarnotatie omgezet en uitgegeven. Tijdens de Tweede Wereldoorlog kwam deze activiteit tot stilstand, maar daarna werd met nieuw elan gestart. Het door Pot opgezette Instituut Klavarskribo groeide zodanig dat er uiteindelijk vijftig mensen werkzaam waren. Er verschenen ook cursussen in het Engels, Frans en Duits.
Later werd de financiële speelruimte van veel uitgeverijen en ook Stichting Klavarskribo beperkter, waardoor er minder werd geadverteerd. De huidige situatie is zo dat de Stichting Klavarskribo in Ridderkerk zich met een beperkte staf bezighoudt met het omzetten en uitgeven van muziek, met kerkorganisten als belangrijke doelgroep. Op grond van het adressenbestand van de Stichting dat ongeveer vijfduizend adressen van regelmatige klanten bevat, wordt het aantal Klavargebruikers in Nederland en daarbuiten op zeker tienduizend geschat.
Naast de Stichting Klavarskribo is er vanaf 1978 de Klavar Vereniging Nederland (en was er van 1949 tot 1963 de Nederlandse Klavarvereniging) die als doel heeft om, in samenwerking met de Stichting, de Klavarnotatie te promoten en in stand te houden. Organisten die de Klavarnotatie gebruiken hebben ook nog een eigen contactpunt. In het Verenigd Koninkrijk was er van 1977 tot 2018 de Klavar Music Foundation Of Great Britain, en is er sinds 1993 de Klavar Music School International.